# Рейдерман, Максим Исаакович
Максим (Макс) Исаакович Рейдерман (1 августа 1924, Киев — 19 мая 2009, Кёльн) — украинский советский учёный-медик в области внутренних болезней, кардиологии и медицинской генетики, историк медицины, журналист. Доктор медицинских наук, профессор, заведующий кафедрой внутренних болезней Полтавского государственного медицинского института. Отец поэта Алексея Парщикова (до 1971 года и вновь в 1970-е годы носил фамилию отца — Рейдерман).

## Биография
Родился в Киеве в семье врачей. Дед, выпускник Варшавской консерватории Абрам Шахнович Рейдерман, участник Первой мировой войны, штабс-капитан, был капельмейстером 41-го Селенгинского полка и Киевской пушечно-пулемётной школы имени С. С. Каменева, композитором, среди прочего написал вальсы «Осенние мечты», «Белые розы», «На заре»,  «Зацелуй меня до смерти», «Сны жизни», «К счастью», «Открытие бала», «Без любви», «Конец моим терзаньям», марш для духового оркестра «Варяг».
Перед войной поступил в Киевский государственный медицинский институт, вместе с которым был эвакуирован в Челябинск и который окончил в 1945 году уже снова в Киеве. Его отец, педиатр Исаак Абрамович Рейдерман, сотрудник кафедры детских болезней киевского Института усовершенствования врачей, был расстрелян в Бабьем Яру в 1941 году.
В Киеве М. И. Рейдерман на протяжении двух лет преподавал в медицинском училище, затем поступил в аспирантуру к видному украинского терапевту, профессору Максу Моисеевичу Губергрицу при кафедре пропедевтики внутренних болезней Киевского медицинского института, но с началом кампании по борьбе с безродными космополитами аспирантура была прервана и Рейдерман направлен на Дальний Восток. Работал военным врачом в Китае, затем в Приморском крае (портовый посёлок Ольга) на протяжении 10 лет, а после демобилизации — сначала в Киеве, затем цеховым врачом на донецкой шахте. Был ассистентом и доцентом кафедры внутренних болезней Донецкого медицинского института, где защитил кандидатскую (по векторкардиографии) и докторскую (по генетике муковисцидоза лёгких) диссертации. После защиты докторской диссертации заведовал кафедрой внутренних болезней стоматологического факультета Полтавского медицинского института (1981—1990), затем был заведующим инфарктным отделением больницы скорой помощи в Москве.
Автор более 120 научных трудов в области генетических заболеваний лёгких и кардиологии. Несколько работ написаны в соавторстве с женой, Лидией Самуиловной Парщиковой (1928—2011).
С 1995 года проживал в Кёльне (Германия), занимался активной публицистической деятельностью в ряде сетевых и печатных изданий, главным образом на медицинские и историко-медицинские темы. Постоянный автор сетевого журнала «Заметки по еврейской истории» (Ганновер). Вместе с сыном, Алексеем Парщиковым, перевёл с немецкого языка манифест поэта Хендрика Джексона «Трансцендентность, или внутри ломающейся скорлупы».
Похоронен на Еврейском кладбище в Кёльне.

## Избранная литература

### Статьи
- Рейдерман М. И., Гольцман Р. Р. Синдром Адамса-Стокса вызванный вентрикулярной фибрилляцией и остановкой. Терапевтический архив 36:122—126, 1964.
- Рейдерман М. И. Векторкардиограмма при вентрикулярной экстрасистолии. Кардиология 7:139—142, 1967.
- Рейдерман М. И. Полуколичественный метод определения антитрипсиновой активности цельной крови. Лабораторное дело 1:36—37, 1971.
- Reiderman M. I. Studies on the Incidence of Mucoviscidosis Based on Urban Cinical Data in European USSR. Soviet Genetics 7:111—114, 1973.
- Reiderman M.I. Some Materials on the Genetics of Mucoviscidosis. Soviet Genetics 7:1608-1612, 1974.
- Рейдерман М. И., Мохначёв В. Я. Аэродинамическая теория везикулярной респирации. Проблемы туберкулёза 10:58—60, 1989.
- Рейдерман М. И., Астафьева Н. В., Бобринская И. Г., Воробьёв А. С. Характеристики дифтерийного миокардита у взрослых на основе данных эпидемии 1993—1994 года. Терапевтический архив 68:61—63, 1996.

### Монографии
- Краткое пособие по электрокардиографии. Київ: Здоров'я, 1967.
- Муковисцидоз. Генетика, патогенез, клиника. Москва: Медицина, 1974.
- Традиционная и нетрадиционная медицина. Киев: Издательство общества «Знание» Украины, 1991.
- Неотложная электрокардиография. Атлас-справочник. Москва: Глория, 1993.
- Пелещук А. П., Передерій В. Г., Рейдерман М. І. Фізичні методи дослідження в клініці внутрішніх хвороб. Київ: Здоров'я, 1993.